# 民用時
民用時是平太阳時的另一個名稱，以子夜作為一天的開始。在1925年之前，天文學上以平正午為00:00:00，比以平子夜開始的民用時晚了12小時。在英國編輯的HM航海年曆使用格林威治平時，而美國海軍天文台編輯的航海年暦在1925年之前採用格林威治平時（GMT），1925年起直到1952年採用的是格林威治民用時（GCT），導致了兩者之間的混淆不清。1928年，國際天文聯合會就已經引進以格林威治子夜平時為基準的世界時，但是直到1952年這兩本航海年曆的編輯才採用這種時制。
這種時制在最近已經普遍被選擇作為標準時間或是法定的時間，作為時鐘表示的地方時或標準時。一般來說，這種使用非天文學標示的時間被認為不是很精確的。

## 外部連結
- 時間尺度 （页面存档备份，存于）（英文資訊：Time scales）